# الطلوح أولاد احميدة (الجعافرة)
الطلوح أولاد احميدة هو دُوَّار يقع بجماعة الطلوح، إقليم الرحامنة، جهة مراكش آسفي في المملكة المغربية. ينتمي الدوّار لمشيخة الجعافرة التي تضم 5 دواوير. يقدر عدد سكانه بـ 699 نسمة حسب الإحصاء الرسمي للسكان والسكنى لسنة 2004.

## روابط خارجية
- البوابة الوطنية للجماعات الترابية
- المندوبية السامية للتخطيط